# Dipterocarpus caudiferus
Dipterocarpus caudiferus (лат.) — вид тропических деревьев рода Диптерокарпус семейства Диптерокарповые.

## Ареал
Эндемик острова Калимантан. Произрастает в смешанных диптерокарповых лесах в основном на глинистых почвах на высоте до 800 метров над уровнем моря.

## Ботаническое описание
Высокое вечнозелёное дерево, высота ствола до 63 метров, диаметр ствола — до 140 сантиметров.